# Артамонов, Владимир Иванович (Герой Советского Союза)
Влади́мир Ива́нович Артамо́нов (7 [20] ноября 1906 — 29 сентября 1944) — Герой Советского Союза (1939), участник боёв на реке Халхин-Гол в должности командира эскадрильи 38-го бомбардировочного авиаполка 100-й скоростной бомбардировочной бригады 1-й армейской группы и Великой Отечественной войны в должности командира 288-го и 209-го бомбардировочных авиационных полков, с 1944 года — старший помощник генерала инспектора ВВС РККА, полковник.

## Биография
Родился 7 (20) ноября 1906 года в посёлке Требиятский Магнитного станичного юрта 2-го (Верхнеуральского) военного отдела Оренбургского казачьего войска (ныне Нагайбакского района Челябинской области) в казачьей семье. С 1908 года жил в Башкирии: в посёлке Авзян, селе Узян, а с 1924 года — в городе Белорецк. Русский. Образование среднее. Член ВКП(б) с 1930 года. С 1924 по 1928 год был на комсомольской работе в Тамьян-Катайском канткоме ВЛКСМ (город Белорецк).
В Красную армию призван Белорецким горрайвоенкоматом в 1928 году. Служил красноармейцем караульной роты, учился в школе младших авиаспециалистов. В 1930 году окончил Ленинградскую военно-теоретическую школу ВВС, в 1931 — Борисоглебскую школу военных лётчиков. Служил в частях бомбардировочной авиации лётчиком-инструктором в Воронеже, с 1933 года — командиром бомбардировщика ТБ-3, авиаотряда, авиаэскадрильи в Забайкальском военном округе.
В 1939 году, с 29 мая по 16 сентября, капитан В. И. Артамонов отличился в боях с японскими милитаристами на реке Халхин-Гол (Монголия). Звание Героя Советского Союза с вручением ордена Ленина и медали «Золотая Звезда» (№ 160) капитану Артамонову Владимиру Ивановичу присвоено 17 ноября 1939 года за успехи эскадрильи и проявленный личный героизм.
В 1940 году окончил курсы усовершенствования начальствующего состава при Военно-воздушной инженерной академии имени Н. Е. Жуковского, и с мая того же года служил старшим инспектором Главного управления ВВС Красной армии.
Во время Великой Отечественной войны командир 288-го и 209-го бомбардировочных авиационных полков Владимир Иванович Артамонов защищал Москву, воевал под Курском. С 1944 года полковник В. И. Артамонов — старший помощник генерального инспектора ВВС Советской Армии. Погиб в авиакатастрофе 29 сентября 1944 года близ г. Хилок в Читинской области. Останки экипажа перенесены на Донское кладбище в Москве в 2010 г.

## Награды
- Медаль «Золотая Звезда» Героя Советского Союза (17.11.1939; № 160)
- Орден Ленина (17.11.1939)
- Орден Красного Знамени (29.08.1939)
- Орден Красного Знамени (31.07.1944)[2]
- Орден Отечественной войны II степени (07.08.1943)
- Орден Красной Звезды (03.11.1944)
- Монгольский орден Красного Знамени

## Память

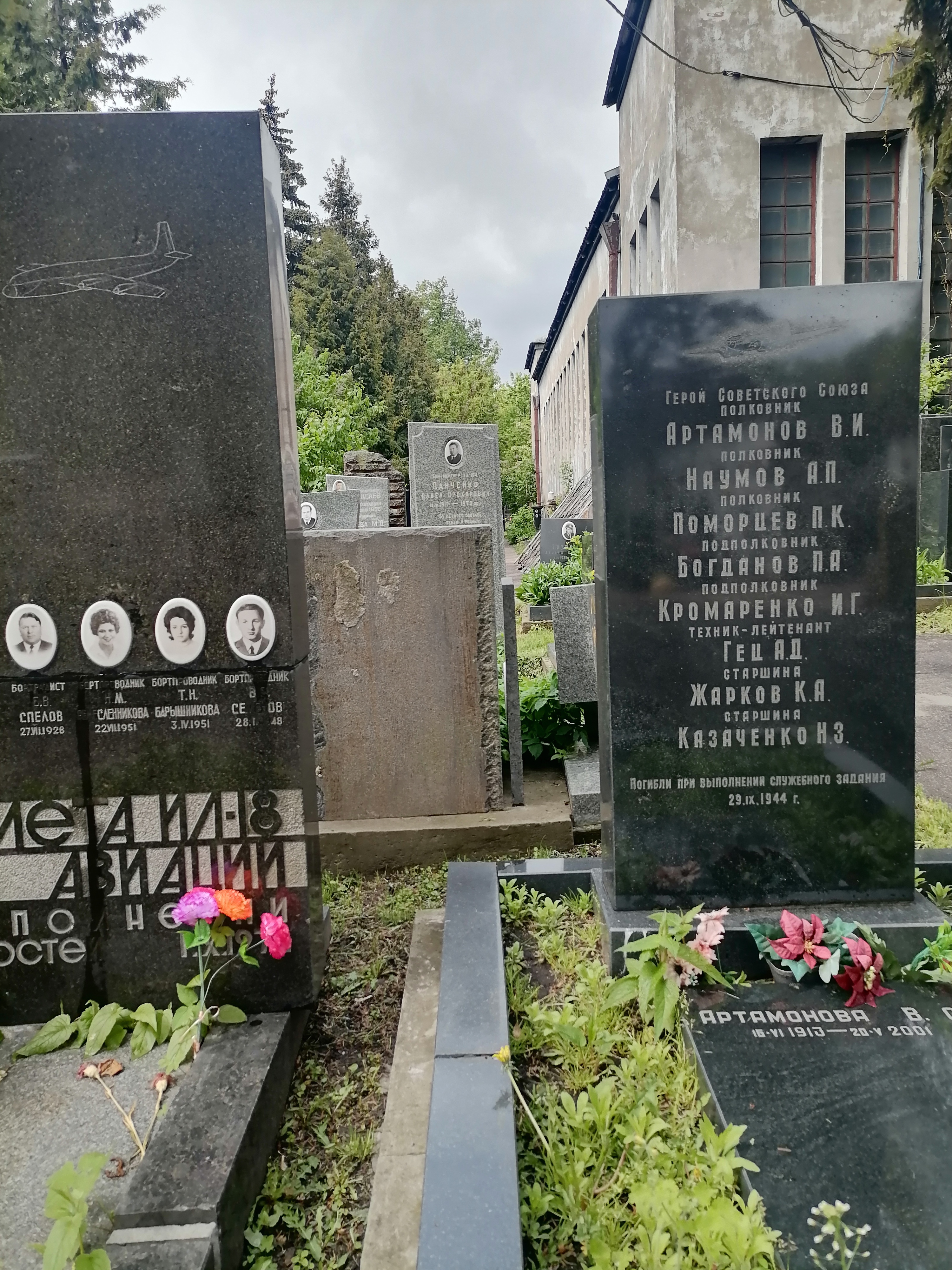
Могила на Донском кладбище

- Первоначально похоронен в Чите.[3] Позднее останки всего экипажа были перезахоронены в Москве на Донском кладбище (участок 19).
- Именем В. И. Артамонова названы улицы в городах Чите и Белорецке и в селе Верхний Авзян Белорецкого района (Башкортостан).
- На здании Верхне-Авзянской школы установлена мемориальная доска.
- В Чите на ул. Рахова- надмогильная плита (кенотаф),  на месте гибели — памятный знак., улица в Железнодорожном р-не.